# Ben Pon
Bernardus Marinus "Ben" Pon, né le 9 décembre 1936 à Leyde, en Hollande-Méridionale, et mort le 30 septembre 2019 à Nijkerk, est un ancien pilote automobile néerlandais.

## Biographie
Fils d'un homme d'affaires qui fut le premier importateur de Volkswagen et de Porsche aux Pays-Bas, Ben Pon est très vite attiré par le milieu du sport automobile. Il fait ses débuts en compétition à la fin des années 1950 sur une Volkswagen à moteur Porsche, avant de courir officiellement, dès 1961, pour le constructeur de Stuttgart sur une Porsche 356 Carrera Abarth. En 1962, il dispute son Grand Prix national sur une Porsche 718 prêtée par son ami Carel Godin de Beaufort mais, victime d'un spectaculaire accident en début de course, il décide alors de ne plus jamais piloter de monoplace. Il a mis un terme à sa carrière de pilote en 1965, occupant un poste clef à la concession Porsche avant de se consacrer au commerce du vin dès la fin des années 1980.